# Anopinella porrasa
Anopinella porrasa là một loài bướm đêm thuộc họ Tortricidae. Nó được tìm thấy ở Costa Rica.
The length of the fore wings is about 9.2 mm.